# ماتياس يونسون
ماتياس يونسون (بالسويدية: Mattias Jonson)‏، من مواليد 16 يناير 1974 في كوملا في السويد، لاعب كرة قدم سويدي.
بدأ مسيرته الكروية مع نادي أوريبرو في عام 1992، ولعب معهم حتى عام 1995، وشارك معهم في 61 مباراة وسجل 24 هدف، وفي عام 1996 انتقل إلى نادي هلسينغبورغ، ولعب معهم حتى عام 1999، وشارك معهم في 84 مباراة وسجل 23 هدف، وفي عام 1999 انتقل إلى نادي بروندبي، ولعب معهم حتى عام 2004، وشارك معهم في 131 مباراة وسجل 43 هدف، وفي موسم 2004/2005 انتقل إلى نادي نوريتش سيتي الإنجليزي، ولعب معهم 28 مباراة، ومنذ عام 2005 وهو يلعب مع نادي ديورغاردنس.
و قد بدأ باللعب مع منتخب السويد لكرة القدم في عام 1996 وحتى عام 2006، وشارك معهم في 59 مباراة وسجل 9 أهداف.

## مسيرته الكروية
لعب ماتياس يونسون خلال مسيرته الاحترافية مع 5 أندية في واحد وعشرون موسمًا وسجل خلالها 110 هدف ضمن 408 مباراة. حيث فاز في أربعة مواسم بالكأس وفي أربعة مواسم بالدوري.
خاض ماتياس يونسون مسيرته مع نادي أوربرو في موسم 1993 واستمر معه طيلة ثلاثة مواسم، مشاركًا في 61 مباراة سجل خلالها 24 هدفًا. ثم انتقل إلى نادي هلسينغبورغ في موسم 1996 في المرة الأولى واستمر معه طيلة ثلاثة مواسم ثم ما بين عامي 1999 و2000 لمدة موسم واحد، حيث شارك طوالها في 84 مباراة سجل خلالها 23 هدفًا. لينتقل بعدها إلى نادي بروندبي في موسم 1999–00 في المرة الأولى لمدة موسم واحد ثم في موسم 2000–01 ليلعب معه خمسة مواسم، مشاركًا طوالها في 131 مباراة سجل خلالها 41 هدفًا. ثم انتقل إلى نادي نورويتش سيتي في موسم 2004–05 لمدة موسم واحد، مشاركًا في 28 مباراة ولم يسجل أي هدف. هذا وانتقل لاحقًا إلى نادي يورغوردينس في موسم 2005 ليلعب معه سبعة مواسم، مشاركًا في 104 مباراة سجل خلالها 22 هدفًا.

## روابط خارجية
- ماتياس يونسون على موقع الاتحاد الدولي (مؤرشف)  (الإنجليزية)
- ماتياس يونسون على موقع اتحاد السويد (السويدية)
- ماتياس يونسون على موقع قاعدة بيانات كرة القدم.إي يو (الإنجليزية)
- ماتياس يونسون على موقع ناشيونال فوتبول تيمز (الإنجليزية)
- ماتياس يونسون على موقع Soccerbase.com (لاعب) (الإنجليزية)
- ماتياس يونسون على موقع عالم كرة القدم.نت (الإنجليزية)
- ماتياس يونسون على موقع كووورة